# Видосовићи
Видосовићи је насељено место у Босни и Херцеговини у општини Крешево. Административно припада Федерацији Босне и Херцеговине, односно њеном Средњобосанском кантону. Према попису становништва из 2013. у насељу је било 5 становника, а већинску популацију чинили су Бошњаци.

## Становништво
По последњем службеном попису становништва из 2013. године у овом насељу живело је 5 становника, а село је било етнички хомогено са већинском бошњачком популацијом.
| Националност | 2013.      | 1991.       | 1981.       | 1971.       |
| Бошњаци      | 5 (100,0%) | 32 (100,0%) | 60 (100,0%) | 74 (100,0%) |
| Укупно       | 5          | 32          | 60          | 74          |